# Spyridarcha
Spyridarcha é um gênero de mariposa pertencente à família Acrolepiidae.